# الأنواع الرائدة

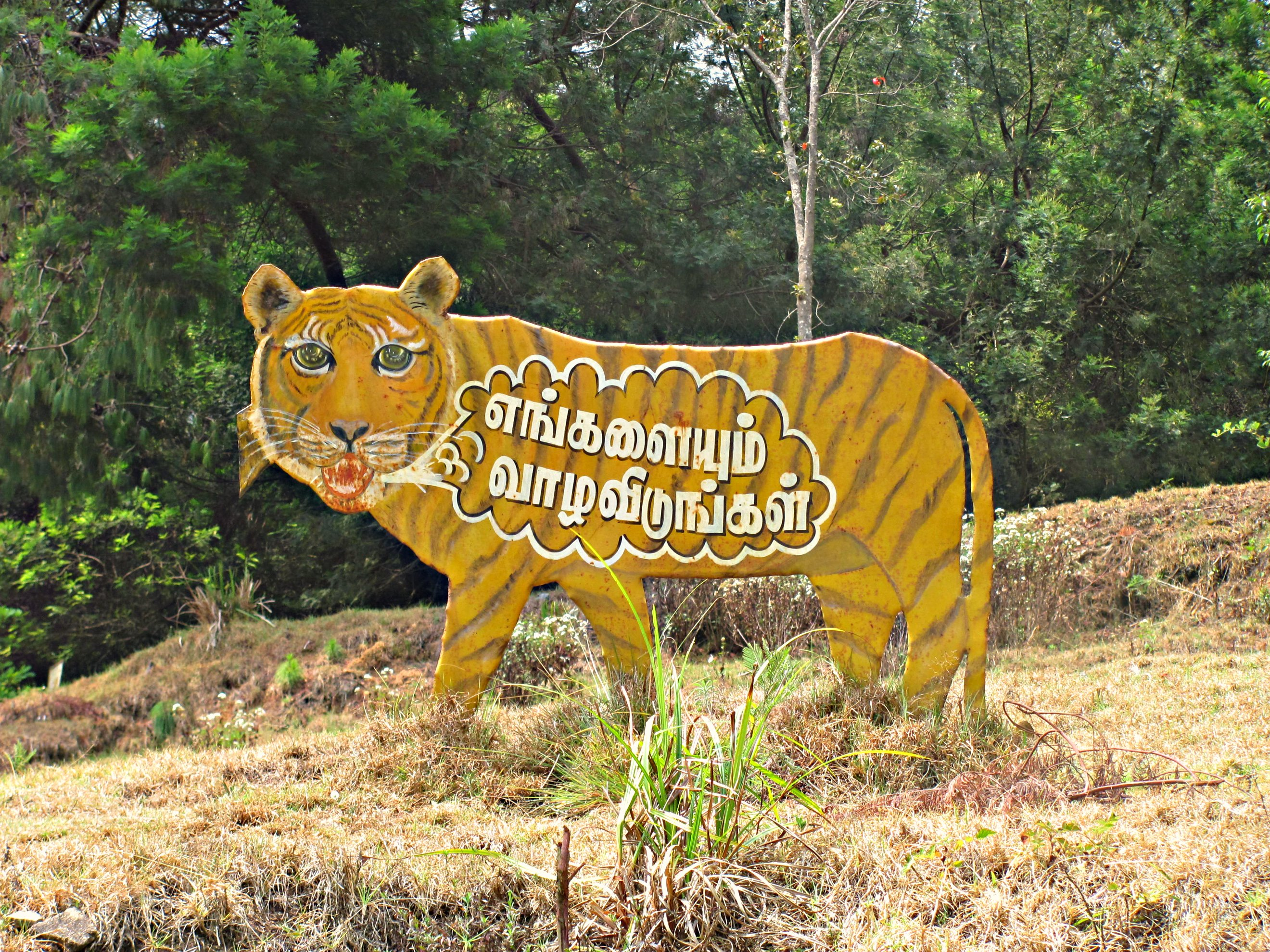
النمر كنوع رئيسي لحملة في تاميل نادو، الهند

 الأنواع الرائدة في بيولوجيا الحفظ، النوع الرئيسي هو نوع يتم اختياره لزيادة الدعم للحفاظ على التنوع البيولوجي في مكان معين أو سياق اجتماعي. تباينت التعريفات، ولكنها تميل إلى التركيز على الأهداف الاستراتيجية والطبيعة الاجتماعية والاقتصادية للمفهوم، ولدعم تسويق جهود الحفظ. يجب أن تكون الأنواع شائعة، وأن تعمل كرموز أو أيقونات، وتحفز الناس على تقديم المال أو الدعم.
تشمل الأنواع المختارة منذ تطوير الفكرة في 1980s الأنواع المعترف بها على نطاق واسع والكاريزمية مثل وحيد القرن الأسود والنمر البنغالي والفيل الآسيوي. بعض الأنواع مثل سرطان البحر الأزرق تشيسابيك والثعلب الطائر بيمبا، والذي يعد الأول مهما محليا لأمريكا الشمالية، يناسب السياق الثقافي والاجتماعي.
استخدام الأنواع الرئيسية له حدود. يمكن أن يؤدي إلى انحراف أولويات الإدارة والحفظ، والتي قد تتعارض. قد يتأثر أصحاب المصلحة سلبًا في حالة فقد الأنواع الرئيسية. قد يكون لاستخدام سفينة رئيسية تأثير محدود، وقد لا يحمي النهج الأنواع من الانقراض: فكل المجموعات العشرة الأولى من الحيوانات الكاريزمية، بما في ذلك النمور والأسود والفيلة والزراف، فأنها معرضة للخطر.

## تعريفات
يرتبط مصطلح الرائد باستعارة التمثيل. في استخدامها الشائع، ويُنظر إلى السفن الرئيسية على أنها سفراء أو أيقونات لمشروع أو حركة الحفظ. لاحظ الجغرافي معن باروا أن الاستعارات تؤثر على ما يفهمه الناس وكيف يتصرفون؛ أن يتم اختيار الثدييات بشكل غير متناسب؛ وأن علماء الأحياء بحاجة إلى فهم اللغة لتحسين معرفة الجمهور بالحفظ. تم تقديم العديد من التعريفات لمفهوم الأنواع الرئيسية ولبعض الوقت كان هناك ارتباك حتى في الأدبيات الأكاديمية. تركز معظم التعريفات الحديثة على الطابع الاستراتيجي والاجتماعي والاقتصادي والتسويقي للمفهوم.   بعض التعريفات هي:
- «نوع يستخدم كمحور تركيز حملة تسويق أوسع للحفظ استنادًا إلى امتلاكه لواحدة أو أكثر من السمات التي تروق للجمهور المستهدف» [4]
- «الأنواع التي لديها القدرة على جذب خيال الجمهور وحث الناس على دعم إجراءات الحفظ و / أو التبرع بالأموال» [5]
- «الأنواع الشعبية والجذابة التي تعمل كرموز ونقاط تجمع لتحفيز الوعي والحفظ والعمل» [6] [7]

## تاريخ
يبدو أن مفهوم الأنواع الرئيسية قد أصبح شائعًا في منتصف الثمانينيات  داخل النقاش حول كيفية إعطاء الأولوية للأنواع للحفظ. المراجع الأولى المتاحة على نطاق واسع لاستخدام المفهوم الرئيسي طبقته على كل من الرئيسيات الاستوائية الجديدة  والفيلة ووحيد القرن الأفريقي،  في النهج المتمحور حول الثدييات والذي لا يزال يهيمن على كيفية استخدام هذا المفهوم.   سيطرت الحيوانات ذات الأجسام الكبيرة على استخدام الأنواع الرئيسية،  وخاصة الثدييات،  على الرغم من استخدام أعضاء المجموعات التصنيفية الأخرى في بعض الأحيان.

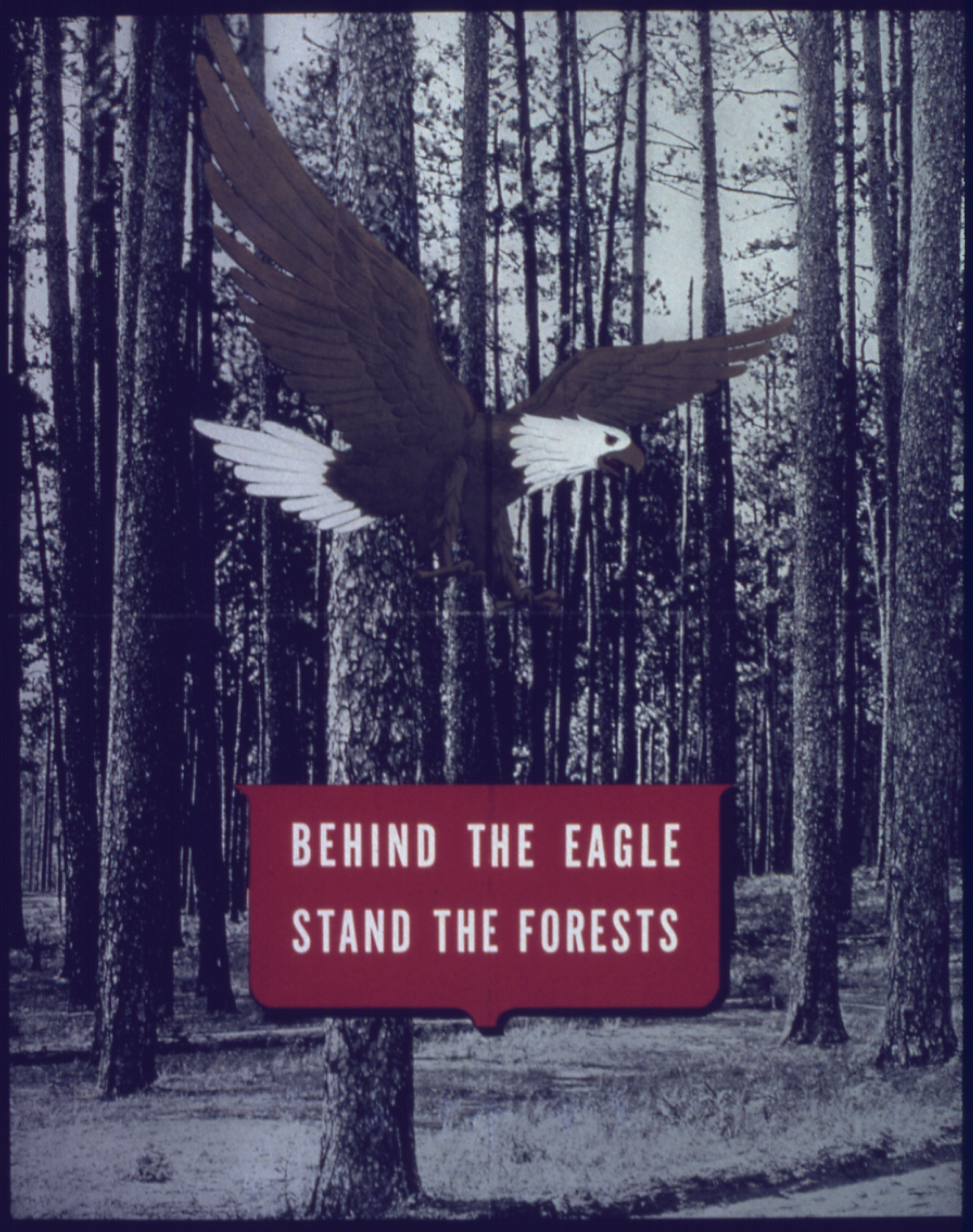
النسر الأصلع كرائد للغابات في الولايات المتحدة

نجحت مشاريع الأنواع الرائدة في بعض الأحيان في إنقاذ الأنواع وموائلها، وكما هو الحال مع النسر الأصلع الأمريكي  وخراف البحر.

## اختيار الأنواع
تشمل الأنواع الرئيسية المختارة النمر البنغالي (Panthera tigris)، والباندا العملاقة (Ailuropoda melanoleuca)، و tamarin الأسد الذهبي (Leontopithecus rosalia)، والفيل الأفريقي (Loxodonta sp.) والفيل الآسيوي (Elephas maximus).   ومع ذلك، فأن نظرًا لاختيار الأنواع الرئيسية وفقًا للجمهور الذي يأملون في التأثير عليه، يمكن أن تنتمي هذه الأنواع أيضًا إلى مجموعات غير كاريزمية تقليدية، إذا كان المحتوى الثقافي والاجتماعي صحيحًا.  تشمل الأنواع الأقل جاذبية ولكنها ذات أهمية محلية استخدام ثعلب بيمبا الطائر كرائد في تنزانيا،  وسلطعون تشيسابيك الأزرق كرائد في الولايات المتحدة الأمريكية.
بعض الأنواع الرئيسية هي أنواع أساسية، مثل الأسد الأفريقي، والمفترس الأعلى: يستخدم للسيطرة على أعداد الحيوانات العاشبة الكبيرة، وحماية النظم البيئية عبر المناظر الطبيعية بأكملها. ومع ذلك، فإن قدرة الأسد على العمل كنوع أساسي آخذ في التناقص مع انخفاض أعداده ومداه.  يستخدم الصندوق العالمي للطبيعة الأنواع الرئيسية كإحدى فئات تصنيف الأنواع، وجنبًا إلى جنب مع الأنواع الرئيسية والمؤشرات. يختار بين هذه عند اختيار الأنواع ذات الأولوية لتمثيل تهديدات الحفظ التي تواجه منطقة معينة.

الوشق الأوراسي كرائد لمنطقة محمية في بولندا

يمكن أن تمثل الأنواع الرئيسية ميزة بيئية (مثل نوع أو نظام بيئي)، أو سبب (مثل تغير المناخ أو تحمض المحيطات)، أو التنظيم (على سبيل المثال منظمة غير حكومية أو إدارة حكومية) أو منطقة جغرافية (مثل الولاية أو المنطقة المحمية).   
يمكن اختيار الأنواع الرئيسية وفقًا للعديد من المنهجيات المختلفة، ومثل التسويق الاجتماعي والاقتصاد البيئي وبيولوجيا الحفظ، اعتمادًا على ما يقدره الجمهور الذي يحاول استهدافه،  وأهداف المشروع، ومثل الوعي بالحفظ، وجمع التبرعات، وتعزيز السياحة البيئية، والحفظ المجتمعي، وتعزيز البحوث الممولة.  يتضح هذا من خلال الاختلافات في التوصيات المقدمة لاختيار الأنواع الرئيسية التي تستهدف جماهير مستهدفة مختلفة مثل المجتمعات المحلية  والسياح. 

## محددات

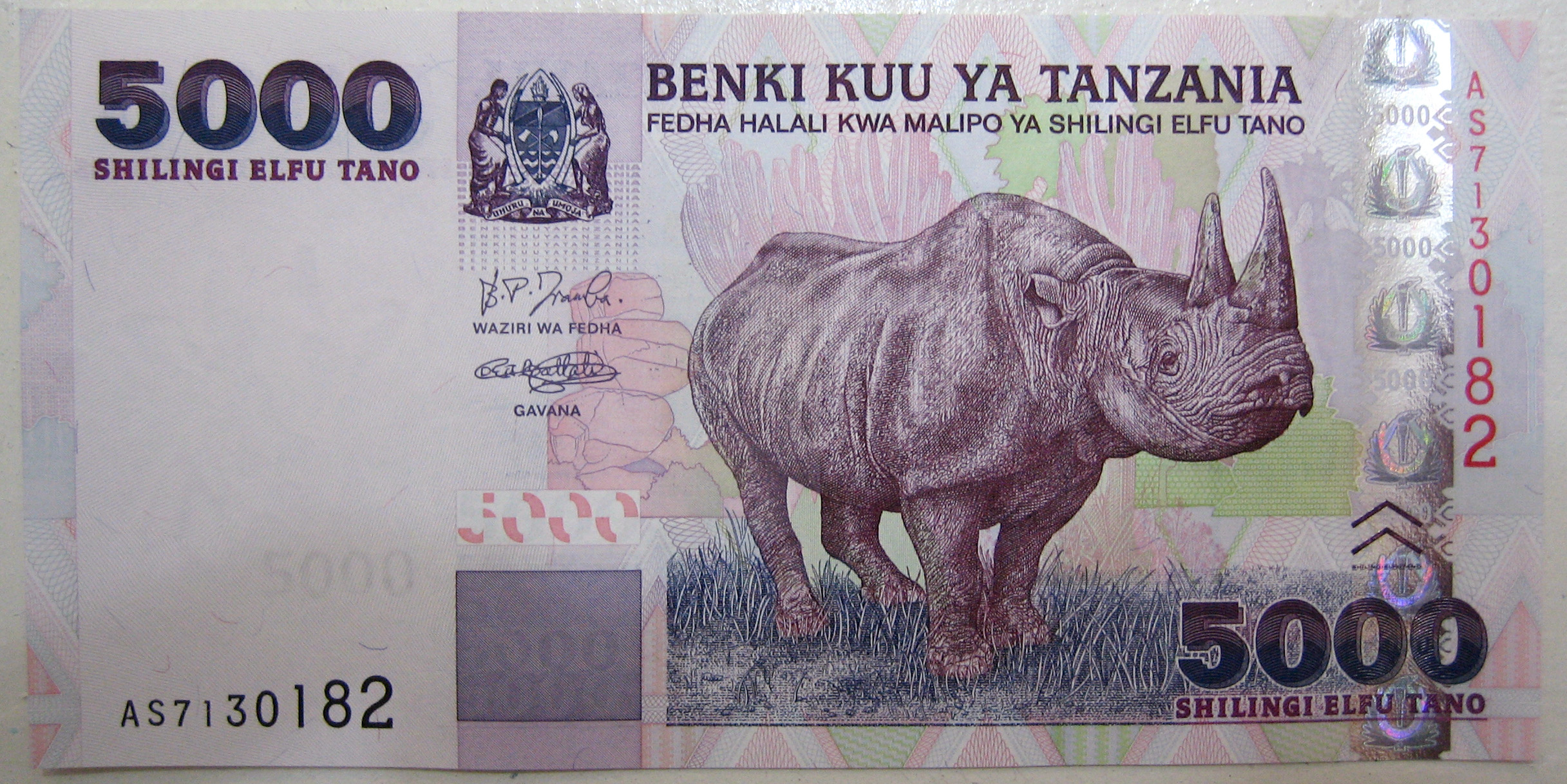
5000 شلن تنزاني ورقة نقدية مع وحيد القرن الأسود باعتباره الرائد للحياة البرية في البلاد

استخدام الأنواع الرئيسية له بعض القيود: 
- يمكنهم تحريف أولويات الإدارة والحفظ لصالحهم، على حساب الأنواع المهددة بدرجة أكبر ولكن الأقل جاذبية.[29]
- يمكن أن تتعارض إدارة البرامج الرئيسية المختلفة. [29]
- يمكن أن يكون لاختفاء الرائد آثار سلبية على مواقف أصحاب المصلحة في الحفظ. [29]
- قد يكون لها تأثير محدود على سلوك المتبرعين، إذا لم يتمكن المانحون من تخصيص الكثير من الوقت لمعالجة رسالة الحملة.[30]

بغض النظر عن التأثير على الأنواع الأخرى، لا يبدو أن الكاريزما تحمي حتى الأنواع الكاريزمية من الانقراض. جميع المجموعات العشر الأكثر جاذبية  من الحيوانات التي تم تحديدها في دراسة عام 2018، وهي النمر والأسد والفيل والزرافة والفهد والباندا والفهد والدب القطبي والذئب والغوريلا، وحاليا معرضة للخطر؛ يظهر فقط الباندا العملاقة نموًا ديموغرافيًا من عدد سكان صغير للغاية. يقترح الباحثون أن الاستخدام الواسع لصور هذه الحيوانات قد أعطى الجمهور انطباعًا بأن الحيوانات وفيرة، ومما يحجب مخاطر انقراضها الوشيك. لاحظوا أن هذا لا يزال صحيحًا على الرغم من التركيز المكثف لجهود الحفظ على هذه الأنواع المعينة.  يتمثل أحد التحديات الرئيسية لاستخدام العديد من الأنواع الرئيسية في السياقات غير الغربية في أنها قد تتعارض مع المجتمعات المحلية، ومما يعرض للخطر إجراءات الحفظ ذات النوايا الحسنة. وقد أطلق على هذا اسم «التمرد الرائد»، ويمثله الفيل الآسيوي في البلدان التي يوجد فيها صراع بين الأفيال. 

## أنواع أخرى
يمكن استخدام سفن الحفظ الرئيسية على مستويات أوسع، وعلى سبيل المثال كنظم بيئية مثل الشعاب المرجانية أو الغابات المطيرة أو المناطق المحمية مثل Serengeti أو Yellowstone. طورت بعض المبادرات الحديثة مبادرات رائدة على أساس قيمة الحفظ لمناطق أو أنواع معينة. ومن الأمثلة على ذلك مشروع EDGE الذي تديره جمعية علم الحيوان في لندن والنقاط الساخنة التي تديرها Conservation International .  في الآونة الأخيرة، وبدأ العمل في علم الأحياء الدقيقة في استخدام الأنواع الرائدة بطريقة مميزة. يتعلق هذا العمل بالجغرافيا الحيوية للكائنات الدقيقة ويستخدم أنواعًا معينة لأن "الرائد" اللافت للنظر مع الحجم الواضح و / أو التشكل هو أفضل مؤشرات التوزيع ". 